# Boeing KC-135 Stratotanker
O Boeing KC-135 Stratotanker é uma aeronave quadrimotora americana de reabastecimento aéreo que está na ativa desde 1957.
|  |

## Especificações (KC-135R)
Dados de: USAF Fact Sheet.
Descrições gerais
- Tripulação: 3 - piloto, co-piloto e operador de bomba abastecedora
- Capacidade: 37 passageiros e 37 600 kg (82 900 lb) de carga paga e 90 700 kg (200 000 lb) de carga útil
- Comprimento: 41,53 m (140 ft)
- Envergadura: 39,88 m (130 ft)
- Altura: 12,70 m (42 ft)
- Área alar: 226 m² (2 430 ft²)
- Peso vazio: 44 663 kg (98 500 lb)
- Peso bruto (carregado): 135 000 kg (298 000 lb)
- Peso de decolagem: 146 000 kg (322 000 lb)
- Capacidade de combustível:  90 719 kg (200 000 lb) de carga máxima de combustível

Motorização
- Número de motores: 4x
- Tipo do motor: Turbofan
- Fabricante/modelo: CFM International CFM56 (F108-CF-100)
- Empuxo por motor: 9 813,01 kgf (21 600 lbf) (96.2 kN)

Performance
- Velocidade máxima: 933 km/h (580 mph)
- Velocidade de cruzeiro (Mach): 0.697 Ma
- Velocidade total em Mach: 0.7621 Ma
- Velocidade total em Nó: 503,78 kn (933 km/h)
- Alcance: 17 766 km (11 000 mi)
- Alcance bélico: 2 419 km (1 500 mi)
- Razão de subida: 14,9 m/s
- Tecto de serviço: 15 200 m (49 900 ft)